# Храдиско
Храдиско (слч. Hradisko) насељено је мјесто са административним статусом сеоске општине (слч. obec) у округу Кежмарок, у Прешовском крају, Словачка Република.

## Становништво
| Година:    | 1994. | 2004.    | 2014.   | 2024.   |
| ---------- | ----- | -------- | ------- | ------- |
| Број људи: | 113   | 101      | 99      | 98      |
| Разлика:   |       | -10,61 % | -1,98 % | -1,01 % |

| Година:    | 2023. | 2024. |
| ---------- | ----- | ----- |
| Број људи: | 98    | 98    |
| Разлика:   |       | +0 %  |

Према подацима о броју становника из 2011. године насеље је имало 100 становника.